# Взрыв на улице Бен-Йехуда (1948)
Теракт на улице Бен-Йехуда в Иерусалиме был совершён 22 февраля 1948 года. Это был один из крупнейших терактов против еврейского населения подмандатной Палестины: погибли, по разным источникам, от 46 до 58 человек; до 130 — были ранены.

## Обстановка накануне теракта
Начало 1948 года в Палестине характеризовалось высокой напряжённостью в отношениях между британцами, евреями и арабами. Террористические акты, погромы, акции возмездия и даже полномасштабные военные действия были повседневным явлением.
Бенни Моррис, один из новых израильских историков, пишет, что «арабы осознали опустошительный эффект, произведённый еврейскими бомбами, заложенными в правильных местах в Иерусалиме, Яффо и Хайфе». С января по март арабские группировки предприняли ряд терактов против еврейских целей. Арабским боевикам было сложно проникнуть в еврейские кварталы, поскольку они были отгорожены от арабских колючей проволокой и охранялись контрольно-пропускными пунктами, службу на которых несли британские солдаты и члены «Хаганы». Возможно, поэтому эти теракты совершались либо группами, целиком состоящими из дезертиров из британской армии, либо группами с их участием.
1 февраля 1948 года грузовик с взрывчаткой был взорван у здания редакции газеты «Palestine Post», рядом с которой находился отель, где были расквартированы солдаты «Пальмаха». В результате этого теракта один человек погиб и 20 получили ранения. В акции приняли участие два дезертира из британской армии и один араб. Всем троим удалось скрыться. Двоими англичанами были Эди Браун и Питер Мэдисон, которые позже также приняли участие во взрыве на улице Бен-Йехуда, арабского участника звали Халиль Джанхо.

## Взрыв

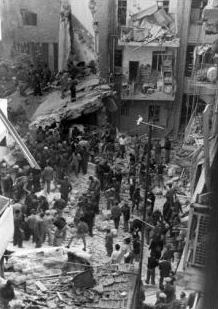
Разрушения в результате теракта на улице Бен-Иехуда (из архива Еврейского национального фонда)

В 6 часов 15 минут утра 22 февраля 1948 года к еврейскому блокпосту в иерусалимском районе Ромема подъехал конвой из трёх грузовиков в сопровождении полицейского броневика. Люди в британской военной форме, находившиеся в машинах, не позволили персоналу блокпоста проверить груз и проследовали вглубь города. На углу улиц Бен-Йехуда и Бен-Хиллель, возле гостиниц «Атлантик» и «Амдурски», где были расквартированы солдаты Пальмаха, они остановили машины, пересели в броневик и уехали. Перед этим они застрелили заподозрившего их охранника.
В 6:30 утра прогремел мощный взрыв; взрывом были разрушены четыре здания, находившиеся в них люди погибли или были погребены под руинами. Несмотря на усилия еврейской общины Иерусалима по спасению пострадавших, погибли, по разным источникам, от 46 до 58 человек; до 130 человек получили ранения. Солдаты «Пальмаха», расквартированные в разрушенных гостиницах, находились на задании и не пострадали.

## Дальнейшие события и расследование
Когда стало известно о возможном участии в теракте британских солдат, ЭЦЕЛ опубликовал заявление, согласно которому будет обстрелян любой британский солдат или полицейский, находящийся в местах проживания евреев, которые патрулировали вооруженные группы ЭЦЕЛа. К 12 часам дня британская администрация потеряла 12 человек и отозвала все свои силы из еврейских районов Иерусалима.
«Армия Священной войны» Абд аль-Кадира аль-Хусейни взяла на себя ответственность за совершённый теракт, но Высший Арабский Комитет Палестины дезавуировал это заявление, отрицая причастность арабских националистов к взрыву.
В первые дни утверждения еврейской стороны о причастности британских солдат к теракту расценивались как беспочвенные, однако впоследствии выяснилось, что среди исполнителей теракта были двое дезертиров из британских вооружённых сил, капитан Эдди Браун и капрал Питер Мэдисон, которые также организовали взрыв у редакции «Palestine Post». Эдди Браун, капитан британской полиции, утверждал, что его брат был убит боевиками ЭЦЕЛа; Брауну и Мэдисону также была обещана тысяча фунтов стерлингов от имени иерусалимского муфтия Хаджа Амина аль-Хусейни. По другим данным, все шесть исполнителей теракта были британскими дезертирами.
Взрывное устройство, основу которого составляли три тонны тротила, было подготовлено арабским специалистом Фавзи эль-Кутубом, собиравшим бомбы также для теракта у редакции «Palestine Post» и более позднего теракта у здания Еврейского агентства (13 марта того же года), унесшего жизни одиннадцати человек. Кутуб научился делать бомбы в нацистской Германии, он также ответствен за разрушение как минимум двух иерусалимских синагог: крупнейшей — «Тиферет Исраэль» и синагоги «Хурва» из десятков синагог, разрушенных позднее Арабским легионом в Старом городе. Грузовики, взорвавшиеся на улице Бен-Йехуда, были снаряжены взрывчаткой, и выехали из арабской деревни Имвас близ Латруна.
29 февраля, спустя неделю после взрыва на улице Бен-Йехуда, в результате взрыва подложенной боевиками ЭЦЕЛ бомбы, в районе Реховота сошёл с рельс военный состав британских войск, следовавший из Каира в Хайфу. 28 человек (из них 27 — солдаты) погибли.

## Мнения современников
Историк А. Брегман цитирует Бен Гуриона, посетившего место взрыва:
Такое разрушение… я не мог узнать улиц. Но я не мог забыть, что наши головорезы и убийцы открыли к этому путь.